# Пёс в геральдике
Пёс (фр. Chien) — естественная негеральдическая гербовая фигура.
Эмблема верности, преданности, бдительности, иногда — дружбы, применявшаяся в западноевропейской и (лишь отчасти) в русской геральдике. Изображение борзой в гербе говорило о праве охоты владельца, которым пользовались только дворяне.

## История
Борзая, благодаря своему изяществу, считается одной из самых элегантных собак, обретшая неотъемлемое место в гербах.
В католической (церковной) эмблематике пёс — эмблема рвения, ревностного исполнения церковного и религиозного долга, верность католицизму и римскому папе.
У славян пёс считался низким существом, само слово это входило в число ругательств (как понятие, отождествляемое со слугой, крепостным, зависимым существом), поэтому в русской геральдике изображение пса почти не встречается. В XVIII веке, в русской геральдике, вместо пса эмблемой верности была изображена вооружённая рука, выходящая из облака и сжимающая меч.

## Блазонирование
В геральдике не используется термин «собака», поэтому изображения собаки всегда именуются (и блазонируются) только как «пёс».
Чтобы подчеркнуть, что это именно пёс, то есть прирученное человеком (а не дикое, как, например, антагонист собаки — волк) домашнее животное, ему придаётся ошейник. При его описании обязательно указывается цвет, если он отличается от общей окраски.
Пёс изображается: восстающим (стоящим на двух задних лапах), стоящим (на четырёх лапах), сидящим или бегущим (подняты две передние лапы). Бегущий пёс — это обычно гончая, борзая — эмблема охоты и охотников, причём только в профиль. Борзая в позе "шествующей" (поднята одна передняя лапа) демонстрирует всю собачью красоту или "бегущей", когда её туловище вытягивается в одну прямую вплоть до кончика хвоста.
Если пёс изображается с костью или палкой в пасти, это отмечается в блазоне. Особенно в английских и венгерских гербах, встречаются и отдельные пёсьи головы, также они изображаются только в профиль.
Крайне редко в гербах встречаются иные виды собак: таксы и пудели, охотничьи и сторожевые породы, а также вообще беспородные.
Как щитодержатели изображаются восстающие псы. В нашлемниках, как правило, изображаются верхняя (возникающая) половина пса.

## Галерея

Герб Ростопчиных
Герб Гуссенвиль (Валь-д’Уаз)
Герб Серюрье
Польский герб Лески
Польский герб Кос
Польский герб Корчак
Герб Канарских островов
Герб территории Юкон
Герб Эрматингена